# Східно-Австралійський складчастий геосинклінальний пояс

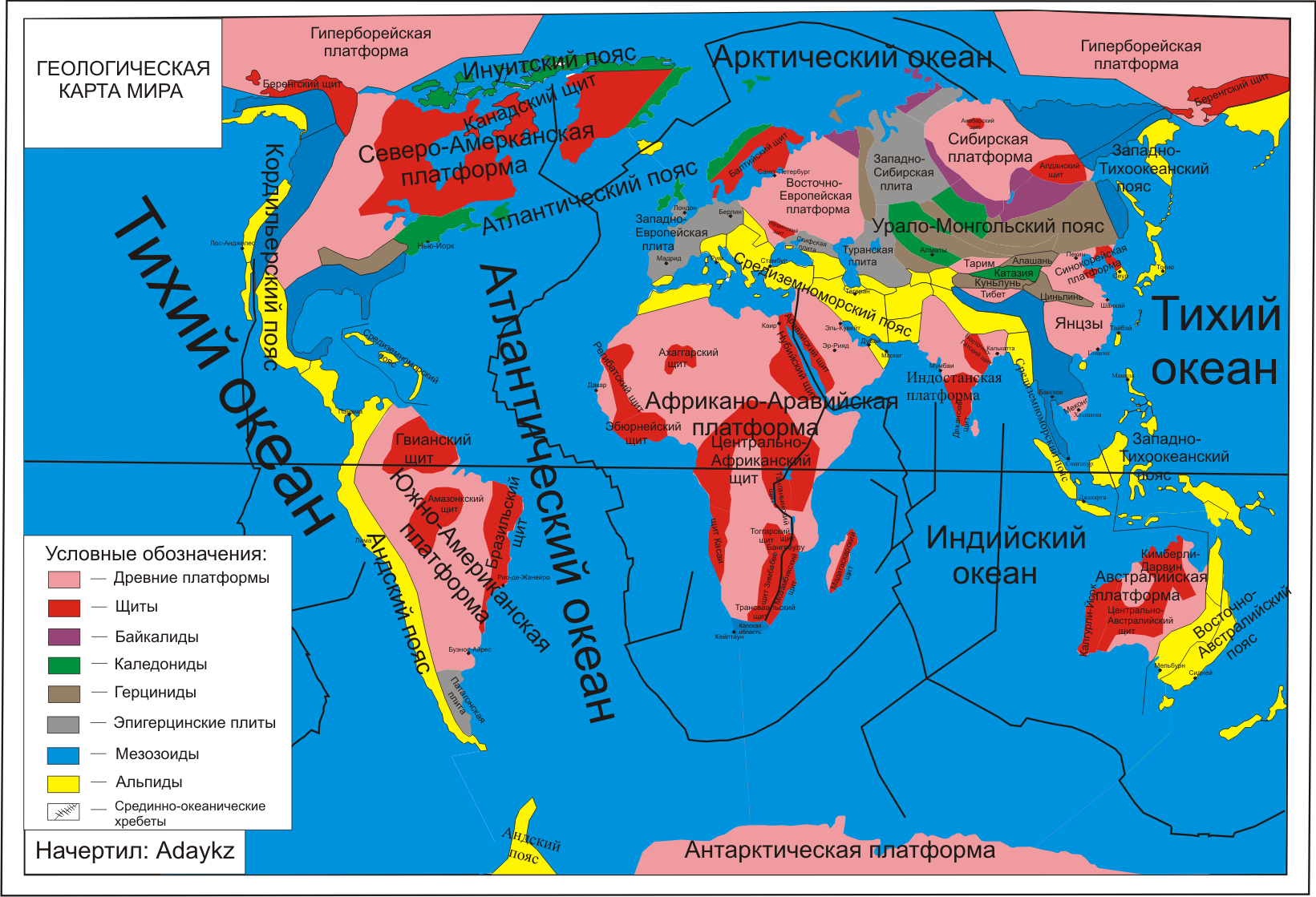
Складчасті пояси на мапі світу

Східно-Австралійський складчастий геосинклінальний пояс — частина Тихоокеанського геосинклінального поясу у Австралії. Формувався у пізньому докембрії та палеозої. Складений інтенсивно деформованими осадовими і вулканогенними породами верхнього протерозою і палеозою. Мають місце численні інтрузії ґранітів. Простягається від східної частини п-ова Кейп-Йорк до о. Тасманія, має у довжину 3500 км, ширину до 1500 км.
За віком С.-А.с.г.п. з заходу на схід ділиться на три системи:
- 1) Аделаїда (пізньобайкальська-ранньокаледонська), виклинюється на північ;
- 2) Лакланська (каледонська), продовжується на південь у Тасманію;
- 3) Система Нової Англії (герцинська), відокремлена від попередньої пізньопалеозойським крайовим прогином Боуен-Сідней.

Дві останні системи нерідко об'єднують під назвою Тасманської геосинкліналі. З тріасу С.-А.с.г.п. вступив у платформну стадію розвитку (молода платформа).